# Mouhsine Bodda
Mouhsine Bodda, né le 18 juillet 1997 à Teyareth (Mauritanie), est un footballeur international mauritanien. Il joue au poste de milieu central au Raja CA.

## Biographie

### En club
Formé à l'Association culturelle et sportive du Ksar, il fait ses débuts professionnels en 2017 et s'engage après une saison au FC Tevragh Zeïna.
Le 1er juillet 2020, il s'engage pour quatre saisons au FC Nouadhibou, avec lequel il découvre la Ligue des champions de la CAF. Il s'absente en fin de saison 2023-2024 à cause d'une opération à l'appendicite,. Lors de son retour, il annonce son départ définitif du club.
Le 24 août 2024, il s'engage pour trois saisons au Raja Club Athletic,.

### En sélection
Le 13 novembre 2021, il reçoit sa première cape avec l'équipe de Mauritanie sous la direction de Gérard Buscher à l'occasion d'un match comptant pour les éliminatoires de la Coupe du monde contre la Zambie (défaite, 4-0).
En janvier 2024, il participe à la Coupe d'Afrique des nations 2023 en Côte d'Ivoire, atteignant les huitièmes de finale,.

## Style de jeu
Mouhsine Bodda est un milieu de terrain très technique et doté d’une belle vision de jeu, il est incontestablement le régulateur du jeu mauritanien. Amir Abdou, son ex-sélectionneur en équipe nationale, compte beaucoup sur lui pour dominer le milieu de terrain.

## Palmarès

### En club
- FC Nouadhibou :
  - Championnat de Mauritanie :
    - Champion : 2021, 2022, 2023 et 2024.

  - Coupe de Mauritanie :
    - Vainqueur : 2024
    - Finaliste : 2022